# Kraanspoor

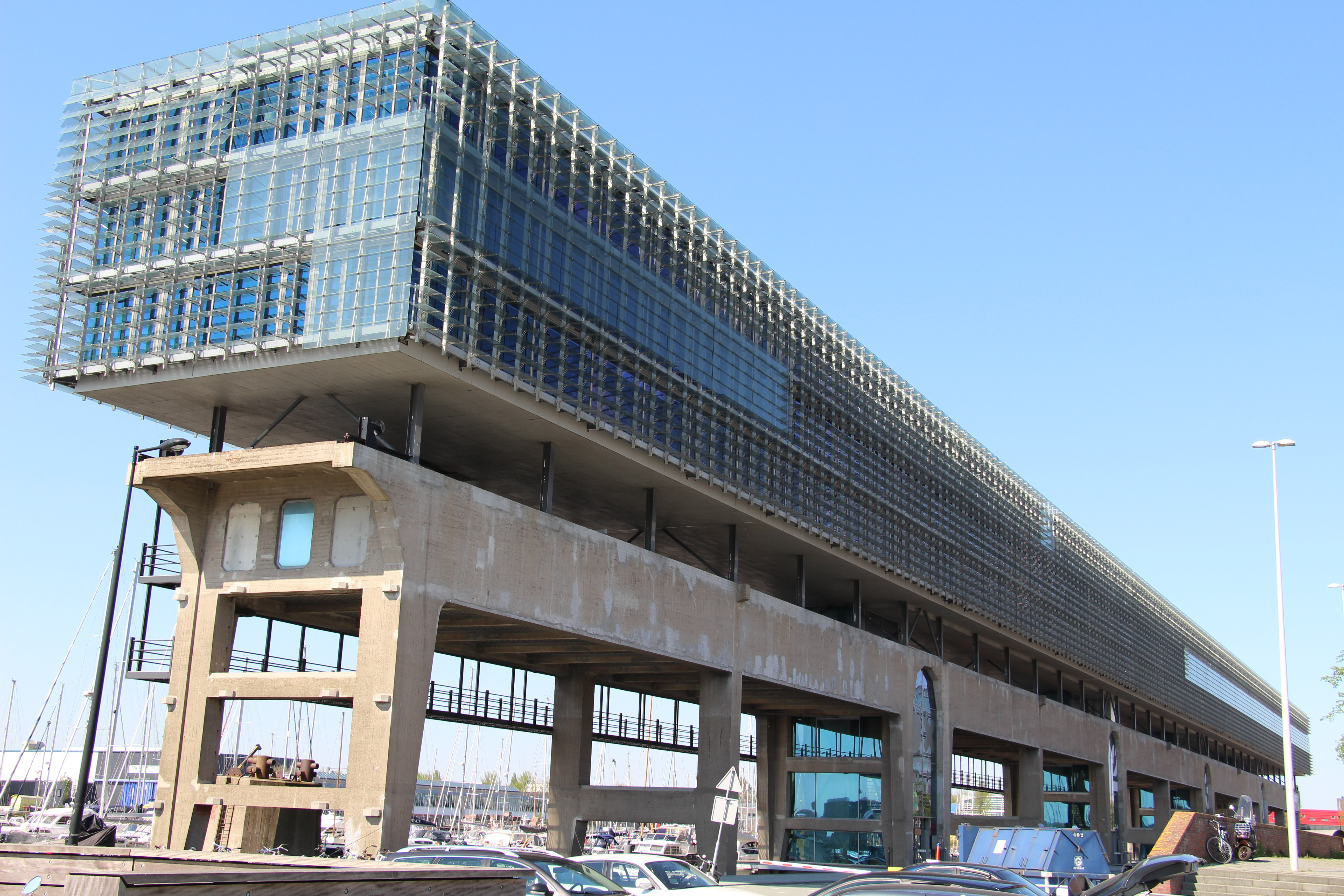
Gebouw Kraanspoor (2016)

Kraanspoor in een straat in Amsterdam-Noord; het is tevens de naam van het grootste gebouw aan die straat. 

## Straat
Kraanspoor dankt haar naam aan een voormalig kraanspoor dat hier in het water van het IJ werkzaam was. Er stonden twee kranen op, bovendien konden vanaf die stellage afbouwwerkzaamheden plaatsvinden van schepen gefabriceerd dan wel opgeknapt door de Nederlandsche Dok en Scheepsbouw Maatschappij. Nadat die firma in 1978 opgeheven was, werd de omgeving steeds troostelozer, totdat vanaf eind jaren negentig een grootscheepse sanering en herontwikkeling plaatsvond, die minstens het eerste kwart van de 21e eeuw in beslag nam.

## Gebouw
Alle gebouwen dateren hier uit de eerste twintig jaren van de 21e eeuw. Een uitzondering daarop vormt de ondersteuning van de adressen Kraanspoor 12 tot en met 58. Dit is een betonnen ondergrond voor het voormalig kraanspoor, dat hier rond 1952 werd gebouwd naar ontwerp van Architectenbureau Postma. Het betreft als het ware een betonnen skelet, uitgevoerd in de bouwstijl van het brutalisme, de tekening van de bekisting is in het beton zichtbaar. Al in een vroeg stadium van de terreinsanering viel het oog van architect Trude Hooykaas (Ontwerpgroep Trude Hooykaas) op dat object om het te herontwikkelen. Dit had niet alleen bouwkundig behoorlijk wat voeten in aarde, want gemeente Amsterdam had al een sloopvergunning afgegeven. Die sloopvergunning moest ingetrokken worden en er kwam een nieuw stedenbouwkundig plan en bestemmingsplan. Er kon gebouwd gaan worden.
De dragende constructie bestaat uit twee horizontale liggers van elk 270 meter lang die rusten op vier pijlers uitgevoerd als portalen. In die portalen konden wanneer door glaspartijen beschermd de trapportalen en liften ondergebracht worden. Die leiden tot een kantorencomplex, dat afwijkend langer is dan hoog. Om het onderstuk niet te zwaar te belasten werd gekozen voor een opbouw in staalconstructie met daarin veel glas. Door de nieuwbouw op afzonderlijk pijlers te zetten lijkt de nieuwbouw boven het onderstuk te zweven; een bouwkundig snufje dat wel vaker voorkomt in het brutalisme. Het complex met circa 270 (lengte). 14 (diepte) en 10 (hoogte) meter, drie etages en een vloeroppervlak van circa 10.000 m² leidde tot behoud van industrieel erfgoed. De afbouw leverde het complex de Nationale Staalprijs 2008 op, evenals de Glas AWAR 2008, MIPIM 2008 etc. Om in geval van brand te kunnen ontsnappen zijn aan de waterkant twee loopbruggen aan de pijlers opgehangen. De glasprijs werd mede toegekend doordat het zowel naar binnen- en naar buiten licht doorlaat, zodat het gebouw ronde de klok gezichtsbepalend is; bovendien weerspiegelt het golvend water van het IJ in het glas. In oktober 2007 werd het gevaarte opgeleverd.